# Euphorbia tuberosa
Euphorbia tuberosa är en törelväxtart som beskrevs av Carl von Linné. Euphorbia tuberosa ingår i släktet törlar, och familjen törelväxter. Inga underarter finns listade i Catalogue of Life.